# كاثرين بوغ
كاثرين بوغ (بالنرويجية البوكمول: Kathrine Bugge)‏ هي كاتِبة نرويجية، ولدت في 30 مايو 1877 في مدينة بودو في النرويج، وتوفيت في 10 يونيو 1951 بسبب سرطان.